# Beretinec
Beretinec je opčina ve Varaždinské župě v Chorvatsku. Opčinu tvoří 4 sídla. V roce 2011 žilo v celé opčině 2 176 obyvatel, v samotné vesnici Beretinec 1 040 obyvatel.

## Části opčiny
- Beretinec
- Črešnjevo
- Ledinec
- Ledinec Gornji